# ARA-A1
La ARA-A1 es una autopista autonómica de Aragón. Su principal objetivo es comunicar las carreteras N-2 y AP-2 con la N-232 sin necesidad de pasar por la ciudad de Zaragoza. Originariamente, la autopista estaba financiada con el sistema de peaje en la sombra con una concesión hasta el año 2038. En 2019, el Gobierno de Aragón se vio obligado a rescindir dicha concesión.
Empieza en la carretera N-2, cruza la autopista AP-2 a la altura de Villafranca de Ebro y termina en la carretera N-232 a la altura del comienzo de la carretera autonómica A-222, en el término municipal de El Burgo de Ebro. 

## Historia
Su primer tramo fue inaugurado el 4 de julio de 2008. Formaría parte en el futuro de un hipotético Quinto cinturón de Zaragoza (Z-50). 
Se colapsó y hundió por inundación en 2015, estando varios meses cerrada al tráfico.
En octubre de 2016, la concesionaria presentó el concurso de acreedores debido a la minoración de sus ingresos por la diferencia "abismal" entre lo previsto y el tráfico real, de en torno al 40 por ciento. En 2019, el Gobierno de Aragón se vio obligado a rescindir dicha concesión. El Gobierno de Aragón pagaría 25,7 millones de euros en cuatro años (entre 2020 y 2023).

## Tramos
| Denominación | Tramo                                  | Año servicio | Longitud (km) |
| ------------ | -------------------------------------- | ------------ | ------------- |
| ARA-A1       | Villafranca de Ebro - El Burgo de Ebro | 2008         | 5,3           |

## Salidas
| Salida | Nombre de Salida (Sentido N-2 ) | Nombre de Salida (Sentido N-232 ) | Carretera   |
| ------ | ------------------------------- | --------------------------------- | ----------- |
|        | Inicio ARA-A1                   | Fin ARA-A1                        |             |
|        |                                 | Castellón - Zaragoza Belchite     | N-232 A-222 |
| 1A     | Lérida - Barcelona              |                                   | AP-2 E-90   |
| 1B     | Zaragoza                        |                                   | AP-2 E-90   |
|        | Zaragoza Lérida - Barcelona     |                                   | N-2         |
|        | Fin ARA-A1                      | Inicio ARA-A1                     |             |